# DX Большой Медведицы
DX Большой Медведицы (лат. DX Ursae Majoris) — одиночная переменная звезда в созвездии Большой Медведицы на расстоянии (вычисленном из значения параллакса) приблизительно 652313 световых лет (около 200000 парсеков) от Солнца. Видимая звёздная величина звезды — от +15,3m до +14,2m.

## Характеристики
DX Большой Медведицы — пульсирующая полуправильная переменная звезда типа SRA (SRA).